# Bankers Petroleum
Bankers Petroleum Ltd. è un'azienda petrolifera canadese, controllata dalla cinese Geo-Jade Petroleum, attiva nello sfruttamento di giacimenti petroliferi in Albania e, in precedenza, di giacimenti di gas naturale negli Stati Uniti d'America. Attraverso la controllata Bankers Petroleum Albania gestisce i campi petroliferi di Patos-Marinza e Kuçovë su licenza dell'Agenzia nazionale delle risorse naturali (AKBN) e di Albpetrol.

## Storia
Fu fondata nel 1983 venendo registrata in Ontario l'11 agosto 1983 come Errington Gold Exploration Ltd.
Nel 2004 mutò denominazione, divenendo nota come Bankers Petroleum, e attraverso la controllata Bankers Petroleum Albania iniziò la sua attività in Albania firmando con l'Agenzia nazionale delle risorse naturali (AKBN) e Albpetrol un contratto petrolifero per lo sfruttamento venticinquennale del campo di Patos-Marinza, nella prefettura di Fier, subentrando a Saxon International Energy Ltd., che operava il campo dal 2004. Nel 2008 ha acquistato l'intero capitale sociale della società caymaniana Sherwood International Petroleum Ltd., gestore dal 2007 del campo petrolifero di Kuçovë nella prefettura di Berat. Nel 2010 ha firmato il contratto per l'esplorazione e successivo sviluppo e sfruttamento del giacimento di petrolio denominato blocco F, adiacente al campo di Patos-Marinza, anche se la prima perforazione non ha avuto successo.
Bankers Petroleum negli Stati Uniti d'America ha acquistato nel 2006 quattro giacimenti di gas naturale, poi scorporati nel 2008 con la creazione di BNK Petroleum (ribattezzata poi Kolibri Global Energy) con l'obiettivo di concentrare gli asset di Bankers Petroleum sulle attività in Albania.
Nel 2016 è stata acquistata dalla cinese Geo-Jade Petroleum, venendo cancellata dalla Borsa di Toronto e dall'Alternative Investment Market della London Stock Exchange.

## Controversie
Nel 2019 la filiale albanese è stata oggetto di una multa di 120 milioni di euro in seguito ad un'indagine della Direzione generale delle dogane secondo cui l'azienda avrebbe evaso circa 30 milioni di euro di accise sulle materie prime utilizzate per l'estrazione del petrolio tra il 2014 e il 2018. Nel 2016 la stessa azienda è stata richiamata dall'Autorità della concorrenza albanese che nel 2022 ha comminato una multa di 20 milioni di lekë.